# Titanacris
Titanacris is een geslacht van rechtvleugeligen uit de familie Romaleidae. De wetenschappelijke naam van dit geslacht is voor het eerst geldig gepubliceerd in 1869 door Scudder.

## Soorten
Het geslacht Titanacris omvat de volgende soorten:
- Titanacris albipes De Geer, 1773
- Titanacris gloriosa Hebard, 1924
- Titanacris humboldtii Scudder, 1869
- Titanacris olfersii Burmeister, 1838
- Titanacris ornatifemur Descamps & Carbonell, 1985
- Titanacris picticrus Descamps, 1978
- Titanacris velazquezii Nieto, 1857